# Tohoku Free Blades
I Tohoku Free Blades (in giapponese: 東北フリーブレイズ; letteralmente "lame libere di Tohoku") sono una squadra professionista di hockey su ghiaccio che milita nell'Asia League Ice Hockey. Gioca le partite casalinghe nella Niida Indoor Rink, pista con una capienza di 1 576 posti.